# トリワ
トリワ（TRIWA）は、2007年に創業されたスウェーデンの腕時計メーカーである。

## 概要
主にメンズウォッチ、レディースウォッチ、ペアウォッチを展開している。トリワの腕時計をデザイン、発明しているスタジオは、スウェーデンの首都ストックホルムの中心部にある。

## コレクション
- BESTSELLERS
- TRIWA X SERGIO TACCHINI
- HUMANIUM METAL
- NIKKI
- NEVIL
- FALKEN
- KLINGA
- SVALAN
- ELVA
- ASKA
- NIBEN
- SELECTIONS
- BLACK WATCHES
- LIMITED EDITION